# Luis Duggan
Luis Duggan   (Buenos Aires, 6 de març de 1906 - 12 de juny de 1987) va ser un jugador de polo argentí d'origen irlandès que va prendre part en els Jocs Olímpics de Berlín, on guanyà la medalla d'or en la competició de polo. Compartí equip amb Manuel Andrada, Roberto Cavanagh i Andrés Gazzotti.